# Aspergillus montevidensis
Aspergillus montevidensis är en svampart som beskrevs av Talice & J.A. Mackinnon 1931. Aspergillus montevidensis ingår i släktet Aspergillus och familjen Trichocomaceae.   Inga underarter finns listade i Catalogue of Life.